# Лазерний діод

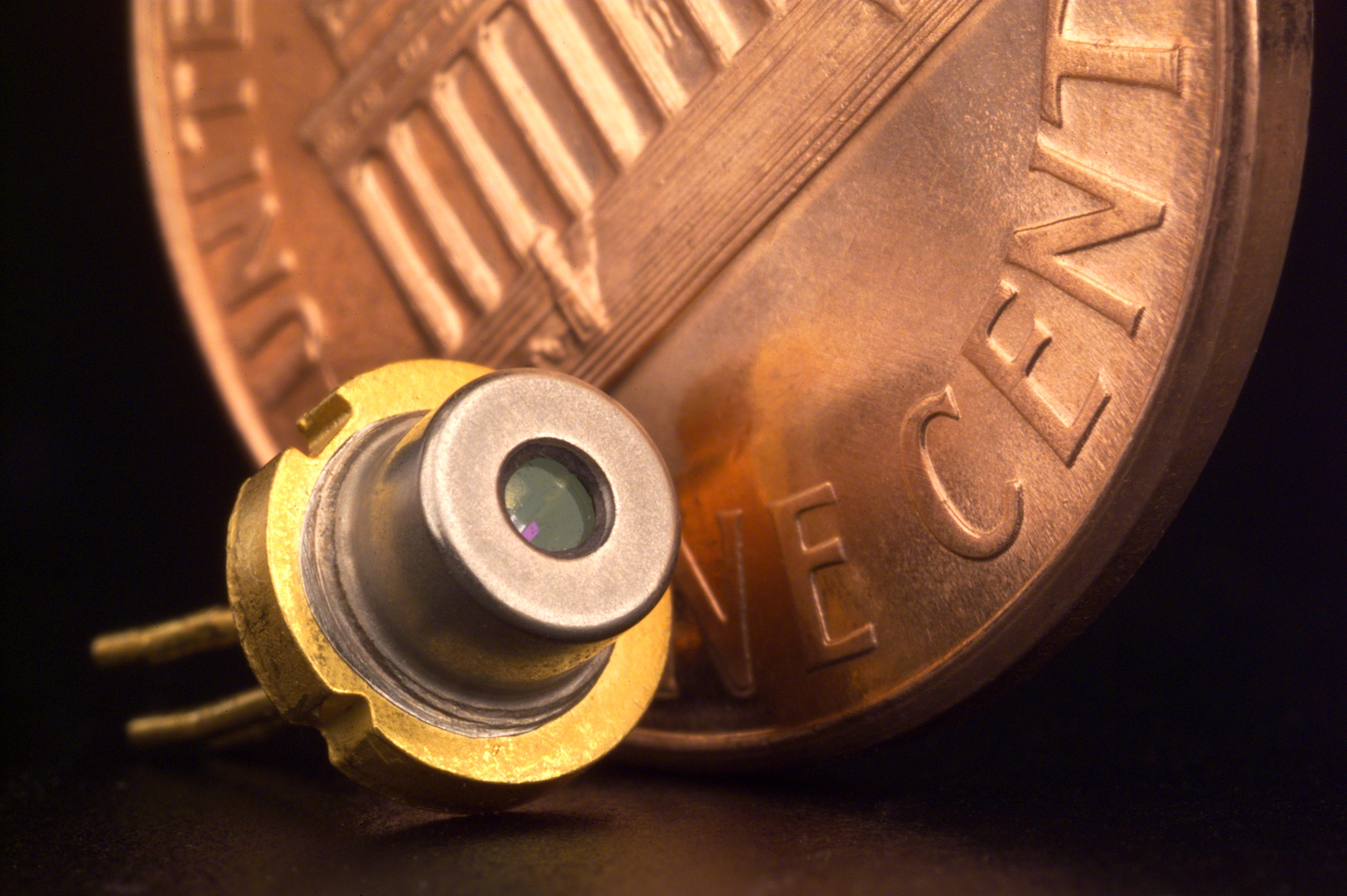
Лазерний діод перед одноцентовою монеткою для порівняння.

Лазерний діод — лазер, в якому активним середовищем є електронно-дірковий газ, а робочою областю напівпровідниковий p-n перехід, аналогічний p-n переходу звичайного світлодіода.

## Принцип дії

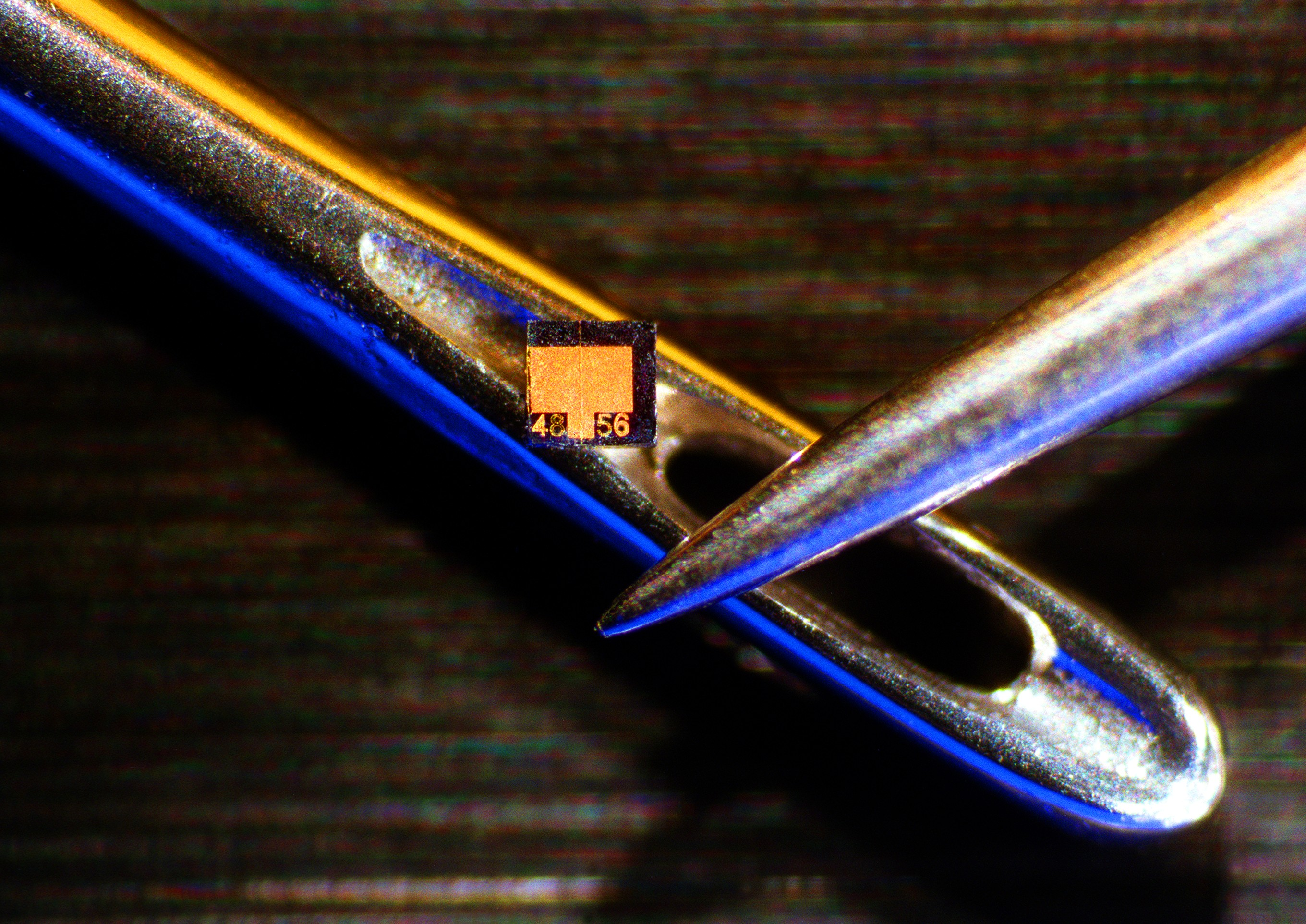
Зображення звичайного чипа лазерного діода (показаний на вушці голки для порівняння), що міститься в упаковці, що зображена вище.

Коли на анод звичайного діода подається позитивний потенціал, то говорять, що діод зміщений в прямому напрямі. При цьому дірки з p-області інжектуються в n-область p-n переходу, а електрони з n-області інжектуються в p-область напівпровідника. Якщо електрон і дірка виявляються "поблизу" (на відстані коли можливо тунелювання), то вони можуть рекомбінувати (або анігілювати) з виділенням енергії у вигляді фотона певної довжини хвилі (через збереження енергії) і фонона (через збереження імпульсу, тому що імпульс фотона малий). Такий процес називається спонтанним випромінюванням, і є основним джерелом випромінювання в світлодіодах.
Проте, за певних умов, електрон і дірка, перед рекомбінацією, можуть знаходитися в одній області простору достатньо довго (до мікросекунд). Якщо у цей момент через цю область простору пройде фотон потрібної частоти (резонансної частоти), він може викликати вимушену рекомбінацію з виділенням другого фотона, причому його напрям, вектор поляризації і фаза будуть точно збігатися з тими ж характеристиками першого фотона.
У лазерному діоді напівпровідниковий кристал виготовляють у вигляді дуже тонкої прямокутної пластинки. Така пластинка по суті є оптичним хвилеводом, де випромінювання обмежене у відносно невеликому просторі. Верхній шар кристала легується для створення n-області, а в нижньому шарі створюють p-область. В результаті виходить плоский p-n перехід великої площі. Дві бічні сторони (торці) кристала поліруються для утворення гладких паралельних площин, які утворюють оптичний резонатор, званий резонатором Фабрі — Перо. Фотон спонтанного випромінювання, що поширюється перпендикулярно цим площинам, пройде через весь оптичний хвилевід і кілька разів віддзеркалиться від них, перш ніж вийде назовні. Щоразу, коли фотон проходитиме уздовж резонатора, випромінювання посилюватиметься завдяки механізму вимушеного випромінювання. І як тільки підсилення перевищить втрати почнеться лазерна генерація.
Лазерні діоди можуть бути декількох типів. У основної їх частини шари зроблені дуже тонкими, і така структура може генерувати випромінювання тільки в напрямі, паралельному цим шарам. З іншого боку, якщо хвилевід зробити достатньо широким в порівнянні з довжиною хвилі, він зможе працювати вже в декількох поперечних режимах. Такий діод називається багатомодовим (англ.. «multi-mode». Застосування таких лазерів можливо в тих випадках, коли від пристрою потрібна висока потужність випромінювання, і не ставиться умова хорошої збіжності променя (тобто допускається його значне розсіювання). Такими сферами застосувань є: друкувальні пристрої, хімічна промисловість, накачка інших лазерів. З іншого боку, якщо потрібне хороше фокусування променя, ширина хвилеводу повинна виготовлятися порівнянної з довжиною хвилі випромінювання. Тут вже ширина променя визначатиметься тільки межами, що накладаються дифракцією. Такі пристрої застосовуються в оптичних модулях пам’яті, лазерних цілевказівниках, а також в оптоволоконній техніці. Слід, проте, помітити, що такі лазери можуть підтримувати декілька подовжніх режимів, тобто можуть випромінювати на різних довжинах хвиль одночасно.
Довжина хвилі випромінювання лазерного діода залежить від ширини забороненої зони між енергетичними рівнями p- і n-областей напівпровідника.
У зв'язку з тим, що випромінюючий елемент достатньо тонкий, промінь на виході діода, завдяки дифракції, практично відразу розходиться. Для компенсації цього ефекту і отримання тонкого променя необхідно застосовувати збираючи лінзи. Для багатомодових широких лазерів, найчастіше застосовуються циліндрові лінзи. Для одномодових лазерів, при використанні симетричних лінз, перетин променя буде еліптичним, оскільки розбіжність у вертикальній площині перевищує розбіжність в горизонтальній. Найнаочніше це видно на прикладі променя лазерної указки.
У простому пристрої, який був описаний вище, неможливо виділити окрему довжину хвилі, виключаючи значення, характерне для оптичного резонатора. Проте в пристроях з декількома подовжніми режимами і матеріалом, здатним підсилювати випромінювання в достатньо широкому діапазоні частот, можлива робота на декількох довжинах хвиль. У багатьох випадках, включаючи більшість лазерів з видимим випромінюванням, вони працюють на єдиній довжині хвилі, яка, проте володіє сильною нестабільністю і залежить від безлічі факторів — зміни сили струму, зовнішньої температури і т.д. Останніми роками описана вище конструкція простого лазерного діода піддавалася численним удосконаленням, щоб пристрої на їх основі могли відповідати сучасним вимогам.

## Види лазерних діодів
Конструкція лазерного діода, описана вище, має назву «діод із n-p гомоструктурою» (значення терміна стане зрозумілим трохи пізніше). На жаль, такі діоди украй неефективні. Вони вимагають такої великої вхідної потужності, що можуть працювати тільки в імпульсному режимі, інакше вони перегріваються. Незважаючи на простоту конструкції і історичну значущість, на практиці вони не застосовуються.

### Лазери на подвійній гетероструктурі
У цих пристроях шар матеріалу з вужчою забороненою зоною розташовується між двома шарами матеріалу з ширшою забороненою зоною. Найчастіше для реалізації лазери на основі подвійної гетероструктури використовують арсенід галію (GaAs) і арсенід алюмінію-галію (AlGaAs). Кожне з'єднання двох таких різних напівпровідників називається гетероструктурою, а пристрій — «діодом з подвійною гетероструктурою» (ПГС). У англомовній літературі використовуються назви «double heterostructure laser» або «DH laser». Описана на початку статті конструкція називається «діод на гомопереході» якраз для ілюстрації відмінностей від даного типа, який сьогодні використовується достатньо широко.
Перевага лазерів з подвійною гетероструктурою полягає в тому, що область співіснування електронів і дірок («активна область») розташована в тонкому середньому шарі. Це означає, що набагато більше електронно-діркових пар даватимуть внесок в підсилення - і не так багато залишиться їх на периферії, в області з низьким підсиленням. Додатково світло відбиватиметься від самих гетеропереходів, тобто випромінювання буде цілком локалізовано у області максимально ефективного підсилення.

### Діод з квантовими ямами
Якщо середній шар діода ПГС зробити ще тоншим, такий шар почне працювати як квантова яма. Це означає, що у вертикальному напрямі енергія електронів почне квантуватися. Різниця між енергетичними рівнями квантових ям може використовуватися для генерації випромінювання замість потенційного бар'єру. Такий підхід дуже ефективний з огляду на можливість керування довжиною хвилі випромінювання, яка залежатиме від товщини середнього шару. Ефективність такого лазера буде вищою в порівнянні з одношаровим лазером завдяки тому, що густина електронів і дірок, що беруть участь в процесі випромінювання, має більш рівномірний розподіл.

### Гетероструктурні лазери з роздільним утриманням
Основна проблема гетероструктурних лазерів з тонким шаром — неможливість ефективного утримання світла. Щоб подолати її, з двох сторін кристала додають ще два шари. Ці шари мають менший коефіцієнт заломлення в порівнянні з центральними шарами. Така структура, що нагадує світловод, ефективніше утримує світло. Ці пристрої називаються гетероструктурами з роздільним утриманням («separate confinement heterostructure», SCH)
Більшість напівпровідникових лазерів, вироблених після 1990-го року, виготовлені за цією технологією.

### Лазери з розподіленим зворотним зв'язком
Лазери з розподіленим зворотним зв'язком (РІС) найчастіше використовуються в системах багаточастотного оптоволоконного зв'язку. Щоб стабілізувати довжину хвилі, в районі p-n переходу створюється поперечна насічка, створююча дифракційні ґратки. Завдяки цій насічці, випромінювання тільки з однією довжиною хвилі повертається назад в резонатор і бере участь в подальшому посиленні. РОС-лазери мають стабільну довжину хвилі випромінювання, яка визначається на етапі виробництва кроком насічки, але може трохи мінятися під впливом температури. Такі лазери — основа сучасних оптичних телекомунікаційних систем.

### VCSEL
VCSEL — «Поверхнево випромінюючий лазер з вертикальним резонатором» — напівпровідниковий лазер, випромінюючий світло в напрямі, перпендикулярному поверхні кристала, на відміну від звичайних лазерних діодів, випромінюючих в площині, паралельній поверхні.

### VECSEL
VECSEL — «Поверхнево випромінюючий лазер з вертикальним зовнішнім резонатором». аналогічний VCSEL, але має зовнішній резонатор.

## Застосування лазерних діодів
Лазерні діоди — важливі електронні компоненти. Вони знаходять широке застосування як керовані джерела світла в оптоволоконних лініях зв'язку. Також, вони використовуються в різному вимірювальному устаткуванні, наприклад лазерних далекомірах. Інше поширене застосування — зчитування штрих-кодів. Лазери з видимим випромінюванням, звичайно червоні і іноді і зелені — в цілівказівниках. Інфрачервоні і червоні лазери — в програвачах CD- і DVD-дисків. Сині лазери — в пристроях HD DVD і Blu-Ray. Досліджуються можливості застосування напівпровідникових лазерів в швидких і недорогих пристроях для спектроскопії.
До моменту розробки надійних напівпровідникових лазерів, в програвачах CD і зчитувачів штрих-коду розробники вимушені були використовувати невеличкі гелій-неонові лазери.